# Повітряні сили Південно-Африканської Республіки
Повітряні сили Південно-Африканської Республіки (англ. South African Air Force (SAAF); афр. Suid-Afrikaanse Lugmag) — повітряний компонент Південноафриканських національних сил оборони, зі штаб-квартирою в Преторії. Повітряні сили Південної Африки були створені 1 лютого 1920 року. Повітряні сили брали участь у Другій світовій і Корейській війнах. З 1966 року SAAF брали участь у підтримці піхоті в прикордонній війні низької інтенсивності в Анголі, Південно-Західній Африці та Родезії. У міру розвитку війни інтенсивність повітряних операцій зростала, аж до кінця 1980-х років, коли SAAF не були змушені перейти до застосування винищувачів проти ангольської авіації, щоб зберегти тактичну перевагу в повітрі. Після закінчення Прикордонної війни в 1990 році кількість літаків була різко скорочена через економічні проблеми, а також через припинення бойових дій із сусідніми державами.

## Військові звання ПС ПАР
Офіцери
| ПС ПАР  |         |                   |                   |               |               |                   |                   |           |           |              |              |       |       |         |         |           |           |           |                  |                  |                  |                    |                    |                    |                    |                    |                    |                    |                    |                    |                    |                    |                    |
| генерал | генерал | генерал-лейтенант | генерал-лейтенант | генерал-майор | генерал-майор | бригадний генерал | бригадний генерал | полковник | полковник | підполковник | підполковник | майор | майор | капітан | капітан | лейтенант | лейтенант | лейтенант | другий лейтенант | другий лейтенант | другий лейтенант | Кандидат в офіцери | Кандидат в офіцери | Кандидат в офіцери | Кандидат в офіцери | Кандидат в офіцери | Кандидат в офіцери | Кандидат в офіцери | Кандидат в офіцери | Кандидат в офіцери | Кандидат в офіцери | Кандидат в офіцери | Кандидат в офіцери |

Ворентофіцери
| ПС ПАР                   |                          |                   |                      |                      |                      |
| Майстер чіф-ворентофіцер | Старший чіф-ворентофіцер | Чіф- ворентофіцер | Майстер ворентофіцер | Старший ворентофіцер | Старший ворентофіцер |

Рядовий склад
| ПС ПАР |                         |                         |                         |                         |                         |                         |                         |                         |               |               |         |         |         |         |         |         |         |         |         |         |         |         |        |        |        |        |                 |                 |             |             |  |  |  |  | Немає | Немає |
| ПС ПАР | Ворентофіцер 1-го класу | Ворентофіцер 1-го класу | Ворентофіцер 1-го класу | Ворентофіцер 1-го класу | Ворентофіцер 1-го класу | Ворентофіцер 1-го класу | Ворентофіцер 2-го класу | Ворентофіцер 2-го класу | Флайт-сержант | Флайт-сержант | Сержант | Сержант | Сержант | Сержант | Сержант | Сержант | Сержант | Сержант | Сержант | Сержант | Сержант | Сержант | Капрал | Капрал | Капрал | Капрал | Молодший капрал | Молодший капрал | Ейркрафтмен | Ейркрафтмен |  |  |  |  |       |       |

## Сучасні літаки та вертольоти ПС ПАР
| Літак                        | Країна            | Тип                                  | Варіант          | На службі        | Прим.                                                 |                  |
| Військові літаки             | Військові літаки  | Військові літаки                     | Військові літаки | Військові літаки | Військові літаки                                      | Військові літаки |
| ---------------------------- | ----------------- | ------------------------------------ | ---------------- | ---------------- | ----------------------------------------------------- | ---------------- |
| JAS 39 Gripen                | Швеція            | Багатоцільовий                       | JAS 39C/D        | 17 / 9           | кілька літаків варіанту «D» у тренувальній версії     |                  |
| Літаки РЕБ                   |                   |                                      |                  |                  |                                                       |                  |
| Cessna 208                   | США               | Літак радіоелектронного придушення   |                  | 1                |                                                       |                  |
| Douglas DC-3                 | США               | Літак РЕБ                            | 65ARTP           | 1                | модифікована версія з двигунами P&W PT6A Turboprop    |                  |
| Військово-транспортні літаки |                   |                                      |                  |                  |                                                       |                  |
| Boeing 737                   | США               | пасажирський літак VIP-класу         | BBJ              | 1                |                                                       |                  |
| Citation II                  | США               | пасажирський літак VIP-класу         |                  | 2                |                                                       |                  |
| Dassault Falcon 50           | Франція           | пасажирський літак VIP-класу         |                  | 2                |                                                       |                  |
| Dassault Falcon 900          | Франція           | пасажирський літак VIP-класу         |                  | 1                |                                                       |                  |
| Cessna 208                   | США               | багатоцільовий/ транспортний         |                  | 7                |                                                       |                  |
| CASA C-212                   | Іспанія           | транспортний / багатоцільовий        |                  | 2                |                                                       |                  |
| Pilatus PC-12                | Швейцарія         | транспортний / багатоцільовий        | PC-12NG          | 1                |                                                       |                  |
| Super King Air               | США               | універсальний                        | 200/300          | 4                |                                                       |                  |
| Douglas DC-3                 | США               | транспортний                         | 65ARTP           | 6                | три літаки у версії патрульного протичовнового літака |                  |
| C-130 Hercules               | США               | транспортний                         | C-130BZ          | 6                |                                                       |                  |
| Вертольоти                   |                   |                                      |                  |                  |                                                       |                  |
| Atlas Oryx                   | ПАР               | багатоцільовий/ транспортний         |                  | 44               | модернізація версії SA330 Puma                        |                  |
| Denel AH-2 Rooivalk          | ПАР               | ударний                              |                  | 12               |                                                       |                  |
| MBB/Kawasaki BK 117          | Німеччина/ Японія | багатоцільовий                       |                  | 6                |                                                       |                  |
| AgustaWestland AW109         | Італія            | легкий багатоцільовий                |                  | 25               |                                                       |                  |
| Навчально-тренувальні літаки |                   |                                      |                  |                  |                                                       |                  |
| BAE Hawk                     | Велика Британія   | тренувальний підвищення кваліфікації | 120              | 23               |                                                       |                  |
| Pilatus PC-7                 | Швейцарія         | тренувальний                         | Mk II            | 56               |                                                       |                  |

## Символіка ПС ПАР

### Прапори
|           |
| 1920–1940 |

|           |
| 1940–1951 |

|           |
| 1951–1958 |

|           |
| 1958–1967 |

|           |
| 1967–1970 |

|           |
| 1970–1981 |

|           |
| 1981–1982 |

|           |
| 1982–1994 |

|           |
| 1994–2003 |

|              |
| 2003–по т.ч. |